# Loupfougères
Loupfougères település Franciaországban, Mayenne megyében. Lakosainak száma 410 fő (2022. január 1.). Loupfougères Le Ham, Champgenéteux, Hardanges és Villaines-la-Juhel községekkel határos.

## Népesség
A település népességének változása:
| Lakosok száma | 471  | 394  | 400  | 427  | 392  | 400  | 408  | 412  | 411  | 410  |
|               | 1968 | 1982 | 1990 | 2006 | 2013 | 2015 | 2017 | 2019 | 2020 | 2022 |